# Steve Trapmore
Steve Trapmore, né le 18 mars 1975 à Hammersmith, est un rameur d'aviron britannique. 

## Carrière
Steve Trapmore participe aux Jeux olympiques de 2000 à Sydney et remporte la médaille d'or avec le huit  britannique composé de Ben Hunt-Davis, Simon Dennis, Louis Attrill, Luka Grubor, Kieran West, Fred Scarlett, Andrew Lindsay et Rowley Douglas.